# 犹太教四大圣城

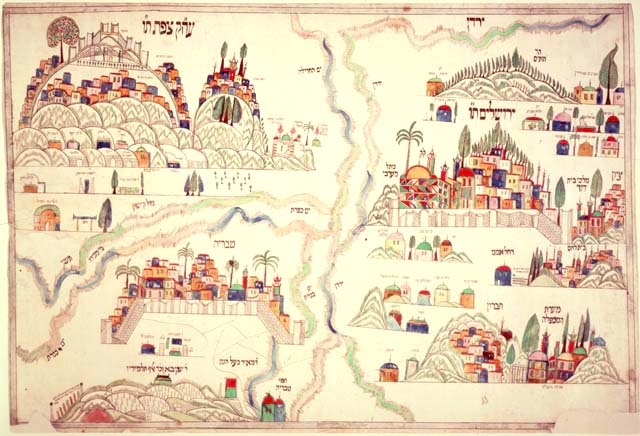
一幅描绘犹太教四大圣城的地图：耶路撒冷位于右上方，其下是希伯仑，约旦河自上而下流过，采法特位于左上角，提比里亚在左下方。图中绘有各城具有代表性的宗教建筑或是圣人的坟墓。

犹太教四大圣城（希伯來語：‎, 意第緒語：‎）是16世纪奥斯曼帝国征服巴勒斯坦之后犹太人对于犹太教义中心的四座主要城市的合称，包含耶路撒冷、希伯仑、采法特和提比里亚四城。“圣城”这一称谓可以追溯至16世纪40年代，当时在犹太人的语境中指代的是耶路撒冷、希伯仑、采法特三座城市，提比里亚则在稍晚的17世纪40年代才被列入这一范畴。

## 由来
根据1906年《犹太百科全书》记载：“自16世纪开始，圣地的神圣性……基本上均是指代四座城市——耶路撒冷、希伯仑、提比里亚和采法特。”
- 耶路撒冷：从公元前10世纪被大卫王挑选为所罗门圣殿的所在地以来，耶路撒冷便一直是犹太人的至圣之城，也是犹太教的精神中心。[3]如今，耶路撒冷是以色列国立法认定的“永远的和不可分割的首都”。[4]
- 希伯仑：犹太人先祖（英语：Patriarchs (Bible)）亚伯拉罕、撒拉、以撒、利百加、雅各、利亚皆埋葬于此地。对于传统的犹太人而言，希伯仑历来是除耶路撒冷之外最为神圣的城市。希伯来圣经记载，希伯仑是先人购买土地的三城（亚伯拉罕从赫人处购买希伯仑东方的田和洞；大卫王从耶布斯人亚劳拿处购买耶路撒冷的禾场；雅各从哈抹的子孙处购买示剑城墙外的土地）之一。历史上，希伯仑还是大卫王统治时期最早的都城。
- 采法特：公元1492年，完成收复失地运动之后的西班牙帝国颁布驱逐犹太人的阿兰布拉宫诏书。随即，采法特收纳了大量从西方涌来的西班牙犹太人，并被视为神圣之城。另外，采法特也以卡巴拉学识中心而闻名。
- 提比里亚：作为耶路撒冷犹太法典（英语：Jerusalem Talmud）的编纂地以及马所拉文士的中心，提比里亚在犹太人历史上有着显著意义，但其成为“圣城”缘于诸多犹太拉比于此地的汇聚，到18至19世纪，提比里亚已然成为犹太学术中心。根据犹太传统认为，救赎会将临于提比里亚，犹太公会也会在此重建，而弥赛亚将在提比里亚的湖中崛起，并在采法特的高山之巔加冕为王。[5][6]

## 图片
- 耶路撒冷
- 希伯仑
- 采法特
- 提比里亚